# Kingston Russell
Kingston Russell – osada i civil parish w Anglii, w Dorset, w dystrykcie (unitary authority) Dorset. W 2001 civil parish liczyła 35 mieszkańców.